# Пластрон

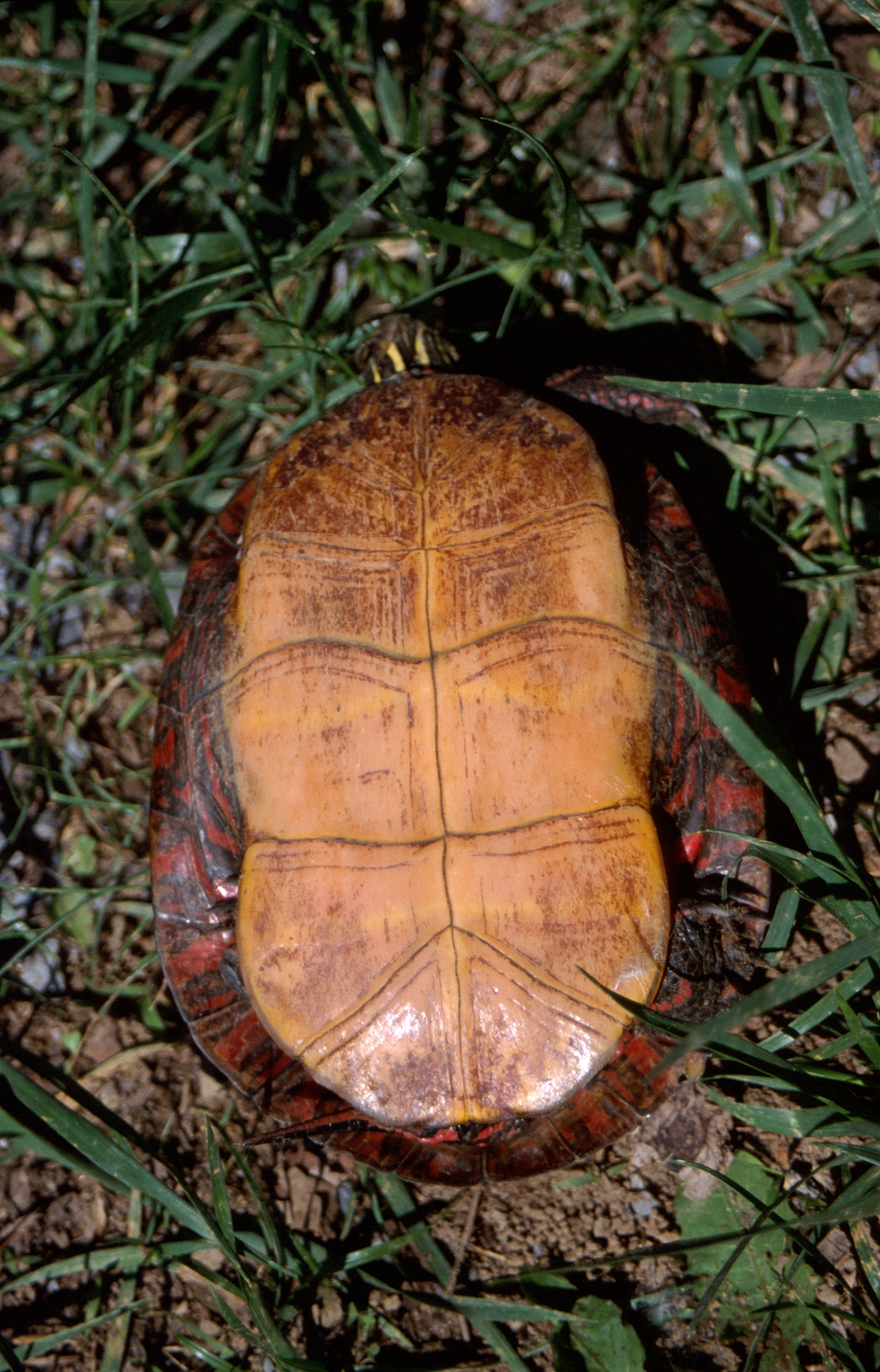
Пластрон расписной черепахи (Chrysemys picta)

Пластрон (зоол., лат. plastron) — брюшной (плоский) щит панциря черепах.

## Строение пластрона
Пластрон, как и спинной щит (карапакс), состоит из костной основы и покрывающих её роговых щитков.

### Костный панцирь
Костный пластрон целиком образован настоящими покровными окостенениями, которые изначально являются производными чешуй рыб. У типичных черепах он состоит из четырёх парных пластин и переднего срединного элемента:
- Передний край пластрона формируют парные элементы — эпипластроны (epiplastron). В их образовании принимают участие ключицы, которые отсутствуют в плечевом поясе черепах.

- На средней линии позади эпипластронов лежит непарный элемент — энтопластрон (entoplastron). В его образовании участвует надгрудинник (межключица).

- Лежащие за эпипластронами и энтопластроном три пары костных пластин: грудные (hyoplastron), нижние (hypoplastron) и задние (xiphiplastron). Они являются производными брюшных рёбер (gastrale).

- У примитивных форм между гиопластронами и гипопластронами могут иметься дополнительные парные пластины — мезопластроны (mesoplastron), которые сохраняются у современных бокошейных.

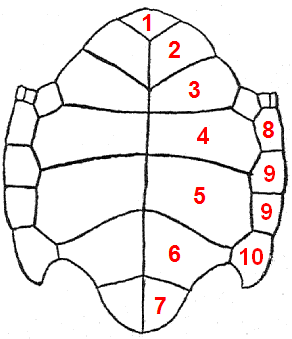
Пластрон зелёной черепахи (Chelonia). Роговые щитки: 1 — межгорловой; 2 — горловые; 3 — плечевые; 4 — грудные; 5 — брюшные; 6 — бедренные; 7 — анальные; 8 — подмышечные; 9 — нижнекраевые; 10 — паховые

### Роговой панцирь
Костные пластины пластрона сверху покрыты роговыми щитками.
У большинства черепах пластрон покрывают 16 щитков (6 пар крупных и несколько парных и непарных мелких):
- Межгорловые (иногда непарный щиток, могут отсутствовать);
- Горловые;
- Плечевые;
- Грудные;
- Брюшные;
- Бедренные;
- Анальные;
- Подмышечные;
- Паховые;
- Нижнекраевые (расположены на костном мостике между карапаксом и пластроном).

У разных видов некоторые щитки могут отсутствовать или иметь различную форму. Количество и форма щитков важны для определения вида черепахи.
| Роговые щитки | Костные пластины |
| --- | --- |
| 1. Межгорловые (intergulare) 2. Горловые (gulare) 3. Плечевые (humerale) 4. Грудные (pectorale) 5. Брюшные (abdominale) 6. Бедренные (femorale) 7. Анальные (anale) 8. Нижнекраевые (inframarginale) 9. Подмышечные (axillare) 10. Паховые (inguinale) | 1. Эпипластроны (epiplastron) 2. Энтопластрон (entoplastron) 3. Гиопластроны (hyoplastron) 4. Мезопластроны (mesoplastron) 5. Гипопластроны (hypoplastron) 6. Ксифипластроны (xiphiplastron) |

### Особенности
Форма пластрона может различаться у черепах разного пола. Часто у самцов средняя часть пластрона вогнута, что облегчает спаривание. У самок пластрон плоский или даже несколько выпуклый.
У мягкотелых черепах костная основа пластрона подвергается сильной редукции, роговые щитки отсутствуют.
В той или иной мере может редуцироваться пластрон у водных видов черепах. Например, пластрон каймановых и иловых черепах сильно уменьшен, крестовидной формы, слабо прикрывает основания конечностей и хвоста.
У некоторых черепах в пластроне в местах соединения костных пластин развивается хрящевая ткань и формируется полуподвижное соединение по типу синартроза. Благодаря такому соединению пластрон может замыкаться, закрывая отверстия в панцире и защищая тело животного. У так называемых коробчатых черепах (роды Cuora и Terrapene) полуподвижное соединение образуется по границам средних пластин (гипопластрона), и пластрон может замыкаться спереди и сзади. У замыкающихся черепах и паучьей черепахи пластрон способен замыкаться только в передней части.